# NGC 7
NGC 7 là một thiên hà xoắn ốc nằm trong chòm sao Ngọc Phu. Nó đã được phát hiện bởi nhà thiên văn học người Anh John Herschel trong 1834, ông đã sử dụng một kính thiên văn phản xạ 18.7 inch. Nhà thiên văn học Steve Gottlieb mô tả rằng thiên hà khá mờ nhạt, mặc dù lớn, và ở góc trên khi nhìn từ Dải Ngân Hà, ông cũng đã nói dù như thế nào, thiên hà chỉ có thể thấy rõ ràng qua ngoại biên của nó, không phải bằng cách nhìn trực tiếp vào nó.